# پاتریچا بالسرزاک
پاتریچا بالسرزاک (انگلیسی: Patrycja Balcerzak؛ زادهٔ ۱ ژانویهٔ ۱۹۹۴) بازیکن فوتبال اهل لهستان است.
وی همچنین در تیم‌های ملی فوتبال Poland women's national under-17 football team, Poland women's national under-19 football team، و زنان لهستان بازی کرده‌است.